# (15840) Hiroshiendou
(15840) Hiroshiendou est un astéroïde de la ceinture principale.

## Description
(15840) Hiroshiendou est un astéroïde de la ceinture principale. Il fut découvert le 31 mai 1995 à Nanyo par Tomimaru Okuni. Il présente une orbite caractérisée par un demi-grand axe de 2,79 UA, une excentricité de 0,15 et une inclinaison de 10,3° par rapport à l'écliptique.

## Compléments